# Караузен
Караузе́н (каз. Қараөзен) — село у складі Казталовського району Західноказахстанської області Казахстану. Адміністративний центр Караузенського сільського округу.
Населення — 1035 осіб (2021; 821 у 2009, 909 у 1999, 781 у 1989).